# Vrbica (Goražde, BiH)

Vrbica je naselje u općini Goražde, Federacija BiH, BiH.

## Vanjske poveznice
- Satelitska snimka  Arhivirana inačica izvorne stranice od 11. ožujka 2021. (Wayback Machine)